# Gavin O’Connor (filmrendező)
Gavin O'Connor (Huntington, New York állam, 1963. december 24. –) amerikai filmrendező, forgatókönyvíró, filmproducer és színész.
Fontosabb filmrendezései közé tartozik a Csoda a jégen (2004), a Warrior – A végső menet (2011), A könyvelő (2016) és A visszaút (2020).

## Filmográfia

### Film

#### Rendező, író és producer
| Év   | Magyar cím              | Eredeti cím          | Feladatkör | Feladatkör | Feladatkör | Megjegyzések               |
| Év   | Magyar cím              | Eredeti cím          | Rendező    | Író        | Producer   | Megjegyzések               |
| ---- | ----------------------- | -------------------- | ---------- | ---------- | ---------- | -------------------------- |
| 1992 |                         | The Bet              | Nem        | Igen       | Vezető     | rövidfilm                  |
| 1995 | Jóleső kábultság        | Comfortably Numb     | Igen       | Igen       | Igen       |                            |
| 1999 | Pasifogó                | Tumbleweeds          | Igen       | Igen       | Vezető     |                            |
| 2002 |                         | The Smashing Machine | Nem        | Nem        | Vezető     | dokumentumfilm             |
| 2002 |                         | The Slaughter Rule   | Nem        | Nem        | Igen       |                            |
| 2004 | Csoda a jégen           | Miracle              | Igen       | Nem        | Nem        |                            |
| 2007 | Elvis és Anabelle       | Elvis and Anabelle   | Nem        | Nem        | Vezető     |                            |
| 2008 | A zsaruk becsülete      | Pride and Glory      | Igen       | Igen       | Nem        |                            |
| 2011 | Warrior – A végső menet | Warrior              | Igen       | Igen       | Igen       |                            |
| 2015 |                         | Brothers             | Nem        | Sztori     | Nem        | a Warrior indiai remake-je |
| 2015 | Jane a célkeresztben    | Jane Got a Gun       | Igen       | Nem        | Nem        |                            |
| 2016 | A könyvelő              | The Accountant       | Igen       | Nem        | Vezető     |                            |
| 2020 | A visszaút              | The Way Back         | Igen       | Nem        | Igen       |                            |
| 2025 | A könyvelő 2.           | The Accountant 2     | Igen       | Nem        | Vezető     |                            |

#### Színész
| Év   | Magyar cím              | Eredeti cím     | Szerep      | Magyar hang  |
| ---- | ----------------------- | --------------- | ----------- | ------------ |
| 1999 | Pasifogó                | Tumbleweeds     | Jack Ranson |              |
| 2001 | A rejtélyek háza        | The Glass House | Whitey      |              |
| 2011 | Warrior – A végső menet | Warrior         | J.J. Riley  | Tarján Péter |

### Televízió
| Év        | Magyar cím              | Eredeti cím      | Feladatkör | Feladatkör | Feladatkör      | Megjegyzések |
| Év        | Magyar cím              | Eredeti cím      | Rendező    | Író        | Vezető producer | Megjegyzések |
| --------- | ----------------------- | ---------------- | ---------- | ---------- | --------------- | ------------ |
| 2004      |                         | Clubhouse        | Igen       | Igen       | Nem             | 1 epizód     |
| 2013–2014 | Foglalkozásuk: amerikai | The Americans    | Igen       | Nem        | Igen            | 1 epizód     |
| 2017      |                         | Seven Seconds    | Igen       | Nem        | Igen            | 1 epizód     |
| 2021      | Easttowni rejtélyek     | Mare of Easttown | Nem        | Nem        | Igen            | minisorozat  |

## Fordítás
- Ez a szócikk részben vagy egészben  a   Gavin O'Connor (filmmaker) című angol Wikipédia-szócikk fordításán alapul.  Az eredeti cikk szerkesztőit annak laptörténete sorolja fel. Ez a jelzés csupán a megfogalmazás eredetét és a szerzői jogokat jelzi, nem szolgál a cikkben szereplő információk forrásmegjelöléseként.